# Ernest Evans
Ernest Edwin Evans (ur. 13 sierpnia 1908, zm. 25 października 1944) – komandor porucznik, oficer amerykańskiej marynarki wojennej, dowódca niszczyciela USS „Johnston” (DD-557) podczas bitwy pod Samar w trakcie bitwy w zatoce Leyte. W trakcie bitwy, Evans poprowadził dowodzony przez siebie okręt do samotnego początkowo ataku na zespół pięciu japońskich pancerników oraz krążowników z niszczycielami atakujących amerykańskie lotniskowce eskortowe zespołu Taffy 3.
Kmdr por. Ernest Evans poległ na koniec trzygodzinnej bitwy na swoim zatopionym okręcie, za swoje działania w obronie małych lotniskowców, został pośmiertnie odznaczony Medalem Honoru – najwyższym amerykańskim odznaczeniem bojowym.